# Thomas S. Kleppe
Thomas Savig Kleppe (Kintyre, 1º luglio 1919 – Bethesda, 2 marzo 2007) è stato un politico statunitense, Segretario degli Interni sotto l'amministrazione Ford e membro della Camera dei Rappresentanti per lo stato del Dakota del Nord dal 1967 al 1971.

## Biografia
Nato e cresciuto nel Dakota del Nord, Kleppe prestò servizio durante la seconda guerra mondiale e in seguito si dedicò alla politica con il Partito Repubblicano. Nel 1950 venne eletto sindaco della città di Bismarck e mantenne il posto fino al 1954. Dopo la morte della prima moglie Frieda nel 1957, Kleppe sposò Glendora Loew Gompf, dalla quale ebbe quattro figli.
Nel 1964 Kleppe ottenne la nomination repubblicana per il Senato, ma venne sconfitto dal democratico in carica Quentin N. Burdick. Due anni dopo, riuscì a farsi eleggere deputato alla Camera dei Rappresentanti e successivamente venne riconfermato per un secondo mandato. Nel 1970 provò nuovamente a conquistare il seggio senatoriale di Burdick, ma questi lo sconfisse per la seconda volta.
Nel 1971 il Presidente Richard Nixon lo mise a capo della Small Business Administration e nel 1975 il successore di Nixon, Gerald Ford, lo nominò Segretario degli Interni. Kleppe mantenne la carica fino al termine della presidenza Ford e successivamente si ritirò a vita privata, accettando una cattedra all'Università del Wyoming.
Affetto da malattia di Alzheimer, Kleppe morì nel 2007 a Bethesda e venne sepolto nel cimitero nazionale di Arlington.